# Сотија
Сотија (фр. sotie; sottie од sot: луда, глупан) је драмска врста настала у другој половини 15. века, на територијама Француске, Холандије, Данске и Енглеске. Име је добила по глумачкој дружини Enfants-sans-Souci ili Sotsкоју су сачињавали махом сиромашни студенти која се тиме бавила и која је на тај начин хтела да отупи оштрицу свог хумора и прикрила своје жаоке. Представа се најављивала шетњом кроз град и извођењем пантомиме и акробатике. Касније се све то повукло у саму салу, где су извођене представе које су почињале са акробацијама и пајацлуцима. У току представе, касније су ишли моралитети, веселе проповеди и фарсе. У принципу, то су биле алузије на тадашње прилике које су се претварале у бритке сатире.
Улоге су биле стандардне као „Прва будала“, „Друга будала“, „Путник“, „Главна будала“... 
Свој врхунац сотија доживљава за време владавине Луја XII (1498–1515). Тада настају најпознатије сотије Нови свет (Nouveau Monde, 1508) i Игра принца луда (Jeu du Prince des Sots, 1512). Због извргавања Цркве и папе Јулија II руглу у Игри принца луда, Парламент је наредио затварање позоришта 1556. Крајем 16. века сотије више нису постојале.
Почетком XX века Емил Пико је сакупио и објавио 26 сотија под називом Општа збирка сотија (Recueil général des sotties, I–III, 1902–12).

## Извор
- Речник књижевних израза – Др Слободан А. Јовановић, БИГЗ, 1972